# 汉斯·劳里斯·瑟伦森
汉斯·劳里斯·瑟伦森（丹麥語：Hans Laurids Sørensen，1901年8月13日—1974年11月14日），生于基克瓦尔瑟，丹麦男子竞技体操运动员。他曾代表丹麦获得1920年夏季奥运会体操比赛男子团体瑞典式银牌。